# 天堂宫

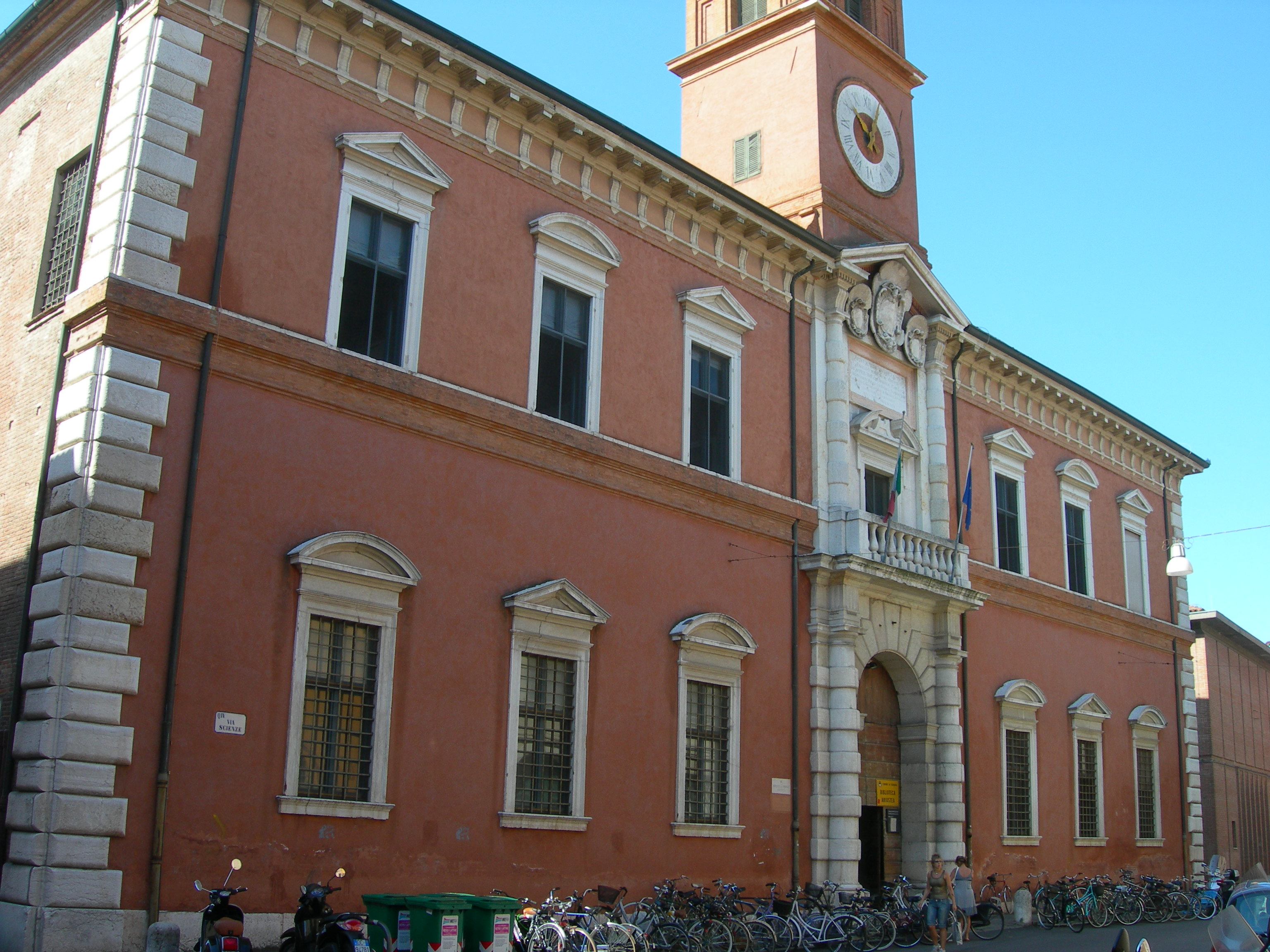
天堂宫

天堂宫（Palazzo Paradiso）是意大利费拉拉的14世纪宫殿，位于科学街17号，毗邻昔日的犹太隔都。设于其内的有：
- 解剖学教室（Anatomical Theater）
- 作家阿里奥斯托陵墓（Sala Ariosto）
- 阿里奥斯托图书馆（Biblioteca Comunale Ariostea）

## 历史
天堂宫由 1391 by 阿尔贝托·埃斯特建于1391年。该建筑的壁画是由安东尼奥·艾伯蒂所作，描绘宫廷生活和浪漫的场景。他还画了“天堂”壁画。
1567年，公爵将该建筑改为大学办公楼。